# Гаранин, Виктор Константинович
Ви́ктор Константи́нович Гара́нин (род. 28 марта 1946, Ленинград) — советский и российский учёный-геолог, профессор, действительный член Российской академии естественных наук (РАЕН).

## Биография
Родился 28 марта 1946 в городе Ленинграде в семье морского офицера.
В 1964 году окончил школу с серебряной медалью в Астрахани.
В 1970 году окончил Геологический факультет Московского государственного университета им. М. В. Ломоносова, получив квалификацию геолога-геофизика.
С 1970 по 1972 год геофизик Центральной геофизической лаборатории Министерства нефтяной промышленности СССР.
С 1972 по 2010 год сотрудник Геологического факультета Московского государственного университета им. М. В. Ломоносова, пройдя весь путь от младшего научного сотрудника до профессора, доктора геолого-минералогических наук, ведущего научного сотрудника кафедры минералогии факультета.
В 1978 году защитил диссертацию «Сравнительная характеристика ильменита из кимберлитов и массивов щелочных ультраосновных пород и карбонатитов» на соискание учёной степени кандидата геолого-минералогических наук. Научный руководитель — д-р геол.-минерал. наук, профессор Барсанов Г. П.
С 1991 по 2006 год заведующий лабораторией месторождений алмаза Геологического факультета Московского государственного университета им. М. В. Ломоносова.
С 2006 года ведущий научный сотрудник лаборатории физических методов исследования минералов кафедры минералогии Московского государственного университета им. М. В. Ломоносова.
В 2006 году защитил диссертацию «Минералогия кимберлитов и родственных им пород алмазоносных провинций России в связи с их генезисом и поисками» на соискание учёной степени доктора геолого-минералогических наук.
С 2010 по 2015 год директор Минералогического музея им. А. Е. Ферсмана РАН.
С 2016 года научный руководитель Минералогического музея им. А. Е. Ферсмана РАН.
С 2018 по 2022 год главный научный сотрудник Научно-исследовательского геологического предприятия (НИГП) АК «АЛРОСА» (ПАО).
С 2022 по 2025 год главный научный сотрудник Вилюйской геологоразведочной экспедиции (ВГРЭ) АК «АЛРОСА» (ПАО).

## Научная деятельность
Специалист в области геологии, петрологии, минералогии ультраосновных щелочных пород и карбонатитов, родственных им пород, генезиса месторождений алмаза.
Область исследований: минералогия алмаза и минералов из кимберлитов и лампроитов, родственных им пород и других магматитов в алмазоносных провинциях, минералогия и петрология ультраосновных щелочных пород. Научные исследования тесно связаны с разработкой и внедрением в практику поисковых и геолого-разведочных работ современных физических методов изучения минерального вещества.
Автор более 310 научных работ, в том числе 8 монографий, учебников и учебных пособий. Индекс Хирша по публикациям в РИНЦ — 16.
С 2012 года член Комиссии РАН по разработке научного наследия академика В. И. Вернадского.
С 2011 года действительный член РАЕН.
С 1979 года действительный член Российского минералогического общества (РМО).
Член Учёного совета РМО.
Председатель комиссии по музеям РМО.
Член редколлегий журналов «Записки Российского минералогического общества», «Вестник Пермского университета. Геология», «Известия высших учебных заведений. Геология и разведка» и «Новые данные о минералах».
Член диссертационных советов Московского университета МГУ.016.5(04.02) и МГУ.016.6(04.03).
Читает курсы: «Основы алмазной геологии», «Генетическая минералогия алмаза», «Физика и геммология алмаза». Является популизатором геологической науки.

### Публикации
Книги
- Богатиков О. А., Гаранин В. К., Кононова В. А., Кудрявцева Г. П., Васильева Е. Р., Вержак В. В., Веричев Е. М., Парсаданян К. С., Посухова Т. В. Архангельская алмазоносная провинция (геология, петрография, геохимия и минералогия). — М.: Изд-во МГУ, 1999. — 524 с. — ISBN 5-211-025558-Х.
- Гаранин В. К., Кудрявцева Г. П., Марфунин А. С., Михайличенко О. А. Включения в алмазе и алмазоносные породы. — М.: Изд-во МГУ, 1991. — 240 с. — ISBN 5-211-01067-1.
- Гаранин В. К., Кудрявцева Г. П., Сошкина Л. Т. Ильменит из кимберлитов. — М.: Изд-во МГУ, 1984. — 240 с.
- Гаранин В. К., Бовкун А. В., Гаранин К. В., Ротман А. Я., Серов И. В. Микрокристаллические оксиды из кимберлитов России. — М.: ГЕОС, 2009. — 498 с. — ISBN 978-5-89118-454-1.
- Гаранин В. К. Введение в минералогию алмазных месторождений. — М.: Изд-во МГУ, 1989. — 200 с. — ISBN 5-211-01389-1.
- Кротков В. В., Кудрявцева Г. П., Богатиков О. А., Валуев Е. П., Вержак В. В., Гаранин В. К., Заостровцев А. А., Кононова В. А., Литинский Ю. В., Пашкевич И. Р., Степанов А. Н., Фортыгин B. C. Новые технологии разведки алмазных месторождений. — М.: ГЕОС, 2001. — 310 с. — ISBN 5-89118-240-8.
- Гаранин В. К., Кудрявцева Г. П. Применение электронно-зондовых приборов для изучения минерального вещества. — М.: Недра, 1983. — 216 с.
- Трухин В. И., Гаранин В. К., Жиляева В. А., Кудрявцева Г. П. Ферримагнетизм минералов. — М.: Изд-во МГУ, 1983. — 96 с.
- Кудрявцева Г. П., Посухова Т. В., Вержак В. В., Веричев Е. М., Гаранин В. К., Головин Н. Н., Зуев В. М. Атлас. Морфогенез алмаза и минералов-спутников в кимберлитах и родственных породах Архангельской алмазоносной провинции. — М.: Полярный круг, 2005. — 624 с. — ISBN 5-200-00718-6.
- Гаранин В. К., Криулина Г. Ю., Гаранин К. В., Самосоров Г. Г. Архангельские алмазы. Новые данные. — М.: ИП Скороходов В. А., 2018. — 232 с. — ISBN 978-5-6040412-0-8.
- Garanin V., Garanin K., Kriulina G., Samosorov G. Diamonds from the Arkhangelsk Province, NW Russia. — Cham: Springer, 2021. — 248 с. — ISBN 978-3-030-35716-0.
- Кудрявцева Г. П., Гаранин В. К., Жиляева В. А., Трухин В. И. Магнетизм и минералогия природных ферримагнетиков. — М.: Изд-во МГУ, 1982. — 294 с.
- Гаранин В. К., Крот А. Н., Кудрявцева Г. П. Сульфидные включения в минералах из кимберлитов. — М.: Изд-во МГУ, 1988.

Статьи
- Лесовик В. С., Володченко А. Н., Алфимов С. И., Жуков Р. В., Гаранин В. К. Ячеистый бетон с использованием попутнодобываемых пород Архангельской алмазоносной провинции // Известия высших учебных заведений. Строительство. — 2007. — Т. 578, № 2. — С. 13—18. — ISSN 0536-1052.
- Kostrovitsky S. I., Suvorova L. V., Malkovets V. G., Verichev E. M., Garanin V. K. Megacrysts from the Grib kimberlite pipe (Arkhangelsk province, Russia) (англ.) // Lithos[англ.]. — 2004. — Vol. 77, no. 1—4. — P. 511—523. — ISSN 0024-4937. — doi:10.1016/j.lithos.2004.03.014.
- Serov I. V., Garanin V. K., Zinchuk N. N., Rotman A. Ya. Mantle sources of the kimberlite volcanism of the Siberian platform (англ.) // Petrology. — 2001. — Vol. 9, no. 6. — P. 576—588. — ISSN 0869-5911.
- Garanin V. K., Kudryavtseva G. P. Morphology, physical properties and paragenesis of inclusion-bearing diamonds from Yakutian kimberlites (англ.) // Lithos[англ.]. — 1990. — Vol. 25, no. 1—3. — P. 211—217. — ISSN 0024-4937. — doi:10.1016/0024-4937(90)90016-T.
- Афанасьев В. П., Варламов В. А., Гаранин В. К. Зависимость износа кимберлитовых минералов от условий и дальности транспортировки // Геология и геофизика. — 1984. — Т. 25, № 10. — С. 119—125.
- Веричев Е. М., Гаранин В. К., Кудрявцева Г. П. Геология, состав, условия образования и методика разведки месторождения алмазов — кимберлитовой трубки им. В. Гриба (Архангельская алмазоносная провинция) // Геология рудных месторождений. — 2003. — Т. 45, № 5. — С. 387—414. — ISSN 0016-7770.
- Егоров К. Н., Романько Е. Ф., Подвысоцкий В. Т., Саблуков С. М., Гаранин В. К., Дьяконов Д. Б. Новые данные о кимберлитовом магматизме юго-запада Анголы // Геология и геофизика. — 2007. — Т. 48, № 4. — С. 414—430. — ISSN 0016-7886.
- Dymshits A. M., Sharygin I. S., Malkovets V. G., Yakovlev I. V., Gibsher A. A., Alifirova T. A., Vorobei S. S., Potapov S. V., Garanin V. K. Thermal state, thickness, and composition of the lithospheric mantle beneath the Upper Muna kimberlite field (Siberian craton) constrained by clinopyroxene xenocrysts and comparison with Daldyn and Mirny fields (англ.) // Minerals. — 2020. — Vol. 10, no. 6. — ISSN 2075-163X. — doi:10.3390/min10060549.
- Гаранин В. К., Биллер А. Я., Скворцова В. Л., Бовкун А. В., Бондаренко Г. В. Полифазные углеводородные включения в гранате из алмазоносной трубки Мир // Вестник Московского университета. Серия 4: Геология. — 2011. — № 2. — С. 42—50. — ISSN 0579-9406.
- Хачатрян Г. К., Палажченко О. В., Гаранин В. К., Иванников П. В., Веричев Е. М. Генезис «неравновесных» кристаллов алмаза из кимберлитовой трубки им. Карпинского-1 по данным катодной люминесценции и ИК-спектроскопии // Вестник Московского университета. Серия 4: Геология. — 2008. — № 2. — С. 38—45. — ISSN 0579-9406.

## Семья
Жена: Кудрявцева, Галина Петровна (1947—2006) — геолог, доктор геолого-минералогических наук.

## Награды
- За разработку и освоение экологически безопасных технологий оценочных, геологоразведочных и добычных работ с использованием скважин большого диаметра в Архангельской алмазоносной провинции присуждена премия Правительства Российской Федерации 1999 года в области науки и техники и присвоено звание «Лауреат премии Правительства Российской Федерации в области науки и техники» (2000)[22].
- Награждён нагрудным знаком «Отличник разведчик недр Российской Федерации» (2021)[23].
- За цикл работ «Дискретность и полигенность алмаза — фундаментальные основы его происхождения и поиска новых месторождений» присуждена Премия имени А. Е. Ферсмана Российской Академии наук (2013)[24][25].
- Присвоено Почётное звание «Заслуженный научный сотрудник Московского университета» (2007)[26].
- Дипломант фонда имени академика В. И. Смирнова за выдающийся вклад в развитие геологических наук (2005).
- Награждён нагрудным знаком «Орден В. И. Вернадского» неправительственного экологического фонда имени В. И. Вернадского (2013).
- Награждён медалью имени А. Е. Ферсмана «За заслуги в геологии» общественной организации Российское геологическое общество (2013).